# Nizjnij Karmadon
Nizjnij Karmadon (ryska: Нижний Кармадон) var en bergsby (ryska: аул, aul) i Genaldondalen vid floden Genaldon i Nordossetien som lämnades i ruiner efter ett jordskred och lavin den 20 september 2002. Minst 125 personer är saknade eller har bekräftats som döda, varav de flesta var invånare i Nizjnij Karmadon. Ytterligare uppemot 400 personer skadades när glaciären Kolka på berget Kazbeks nordvästra sluttningar totalt kollapsade och enorma mängder sten och is begravde hela dalen, där Nizjnij Karmadon låg mitt i rasmassornas väg.
Den välkända ryska skådespelaren och regissören Sergej Bodrov Jr. är en av de saknade. Han och hans filmteam tillbringade natten i Nizjnij Karmadon efter att ha spelat in scener till en kommande film i Bodrovs regi när katastrofen inträffade.
Nizjnij Karmadon har inte återuppbyggts utan ligger än idag (2021) begravt under mängder av sten och numera också vegetation. Sergei Bodrovs kropp har aldrig hittats och detsamma gäller många av de saknade.